# The Rainmaker (The Flower Kings)
The rainmaker is het zevende studioalbum van The Flower Kings De opnamen vonden verspreid plaats, wellicht vanwege het vertrek van Salazar de drummer. De drums werden opgenomen in maart 2001 terwijl ze toen nog niet het gehele album hadden opgenomen; Salazar stond in mei 2001 zijn drumkruk af aanZoltan Csörsz die al meedrumde op Violent brat.
De basisopnamen vonden plaats in de Cosmic Lodge, privéstudio van de band; dubs met de basgitaar werden opgenomen in de Reingold Studio. Het album kwam in twee versies; een enkele compact disc en een luxe uitgave met twee cd’s.

## Musici
Bij het vorige album was men vergeten Salazar te noemen, wellicht stond hij daarom bij dit album als eerste bij de credits genoemd.
- Jaime Salazar – slagwerk
- Roine Stolt – gitaar, zang
- Tomas Bodin – toetsinstrumenten
- Jonas Reingold – basgitaar
- Hasse Fröberg – zang, akoestische gitaar

Met
- Hasse Bruniusson – percussie
- Ulf Wallander sopraansaxofoon

## Muziek
| Nr. | Titel                 | Duur  |
| --- | --------------------- | ----- |
| 1.  | Last minute on earth  | 11:40 |
| 2.  | World without a heart | 4:29  |
| 3.  | Road to sanctuary     | 13:50 |
| 4.  | The rainmaker         | 6:02  |
| 5.  | City of angels        | 12:04 |
| 6.  | Elaine                | 4:55  |
| 7.  | Thru the walls        | 4:31  |
| 8.  | Sword of God          | 6:00  |
| 9.  | Blessing of a smile   | 3:12  |
| 10. | Red alert             | 1:10  |
| 11. | Serious dreamers      | 8:59  |

| Nr. | Titel                                          | Duur       |
| --- | ---------------------------------------------- | ---------- |
| 1.  | Excerpt from Valkyrian (Richard Wagner,/Bodin) | 3:14       |
| 2.  | Mr. Hope goes to Salzburg (Bodin)              | 0:50       |
| 3.  | One whole half (Reingold)                      | 5;16       |
| 4.  | Agent supreme (Stolt)                          | 2:32       |
| 5.  | Violent brat (Bodin)                           | 4:31       |
| 6.  | The woman with no shadow (Bodin)               | 2:16       |
| 7.  | FlowerKings (movies1/2)                        | 11:17 9:13 |